# Siêu rồng thép Daigunder
Siêu rồng thép Daigunder (爆闘宣言ダイガンダー Bakutō Sengen Daigandā) là một sêri anime được tạo ra bởi Aeon và Takara và hoạt họa bởi Animation Studio Brain's Base, phim được phát sóng trên TV Tokyo từ tháng 4 năm 2002 đến tháng 12 năm 2002.
Tại Việt Nam, phim từng được Công ty Cổ phần Truyền thông Trí Việt (TVM Corp.) mua bản quyền và phát sóng trên kênh HTV3.

## Phân vai
- Takimoto Fujiko vai Akira
- Ihata Juri vai Haruka
- Kaida Yuki vai Ryugu
- Yanada Kiyoyuki vai Daigu/Daigunder
- Chiba Isshin vai Eaglearrow & Trihorn
- Nakata Kazuhiro vai Boss
- Sonobe Keiichi vai Announcer
- Tōchika Kōichi vai Despector
- Onosaka Masaya vai Drimog
- Canna Nobutoshi vai Taigamaru
- Hiyama Nobuyuki vai Rougamaru
- NWakamoto Norio vai Dragonburst
- Okiyaku Ryotaro vai Bone Rex/Daigurex
- Chiba Susumu vai Ginzan
- Inada Tetsu Bulion/Daigulion
- Asou Tomohisa vai Dr. Hajime

## Nhạc phim
- "Bakuto Sengen! Daigunder" của Masaaki Endoh (OP)
- "We Are the Heroes" của Kitadani Hiroshi (ED)